# 噂のポテトボーイ
『噂のポテトボーイ』（うわさのポテトボーイ）は、1983年10月13日から1984年3月29日までTBS系列の木曜19時30分 - 20時00分（JST）で放送されたテレビドラマである。全24回。

## 概要
北海道の酪農家で働き、実家はいずれも酪農家の純、孝夫、和彦の17歳の3人は、花嫁不足という深刻な問題で、東京へ行くこととなった。そこで毎回珍騒動が起きる。
前半は、花嫁探し。後半は角山万作・美加親子等の登場人物をメインとしたストーリー構成。
当時の人気アイドル・シブがき隊の初主演作。
なお、1956年11月1日開始の『鞍馬天狗』（九代目市川高麗蔵(十一代目市川團十郎)）主演版）以来27年5ヶ月継続し、『チャコちゃんシリーズ』・『ケンちゃんシリーズ』などを輩出したTBS木曜19:30ドラマは、1987年10月8日開始の『ヨーシいくぞ!』まで3年半中断する。

## 出演者
- 早坂純：薬丸裕英（シブがき隊）
ツッパリ気味だが仲間思いで、孝夫、和彦との3人組のなかではリーダー格。「女に頭は下げられない」という考えを持つ硬派。
- 森田和彦：布川敏和（シブがき隊）
純と孝夫の間に立っての仲介役的な存在。密かにシティーボーイに憧れ、目指している。
- 村井孝夫：本木雅弘（シブがき隊）
母子家庭育ちで、優しく気が良くて生真面目な性格だが、一方で消極的とも言われる。
- 花屋敷千春：三浦ゆかり
17歳。純たちが転入して来た原宿の聖南学院高校のクラスメイト。不細工でもそれにめげない活力の持ち主。
- 花屋敷若子：長内美那子
千春の母、42歳。東京で純、孝夫、和彦が住むことになったアパートの大家で、この三人の良き理解者でもある。夫とは死別、ブティックを経営している。
- 赤尾恭太：高田純次
聖南学院高校教師、32歳。純たちが生まれ育った北海道の村の長老の息子で、純たちの上京後の後見人的存在でアパートも隣。出身の北海道の村には恭太がカッコ良くやっているという話ばかりが伝わっているという。後半から登場する回数が激減する。
- 深町しのぶ：早坂あきよ
24歳。ダンサーで、若子のブティックの2階にあるダンススタジオに通う。純たちにとって魅力的な存在。恭太の憧れの存在でもあるが、その思いは伝わっていない。
- 立花由美：長谷川真砂美
- 角山美加：瞳智恵紀
- 朝加陽子：安達直
- 角山万作（美加の父）：橋本功
- 関谷ますみ
- 川上：増田康好
- 相築彰子（女優デビュー作）
- 米山源吉（恭太の父）：奥村公延（第6話）
- 大山：金田明夫（第18話）

ほか
（出典：）

## スタッフ
- プロデューサー：武田和（東宝）、山本典助（TBS）
- 脚本：今井詔二、筒井ともみ、酒井あきよし、石川良、原節夫、小林竜雄、岡部俊夫、金子裕、小林宏一（小林政広）（実写脚本デビュー）
- 演出：鈴木一平、土屋統吾郎、馬越彦弥、木下亮、市川哲夫、萩原鐡太郎、日高武治、松森健
- 音楽：奥慶一
- 擬斗：車邦秀
- 制作：東宝、TBS

## 主題歌
- 前半「XYZ」（第一回～不明）
作詞：売野雅勇／作編曲：井上大輔／歌：シブがき隊
- 後半「サムライ・ニッポン」（不明～最終回）
作詞：売野雅勇／作編曲：後藤次利／歌：シブがき隊

## サブタイトル
| 話数 | 放送日         | サブタイトル              | 脚本             | 監督       |
| ---- | -------------- | ------------------------- | ---------------- | ---------- |
| 1    | 1983年10月13日 | 僕たちのパーティー        | 今井詔二         | 鈴木一平   |
| 2    | 10月20日       | 原宿の恋人たち            | 今井詔二         | 鈴木一平   |
| 3    | 10月27日       | 愛・信じますか            | 今井詔二         | 土屋統吾郎 |
| 4    | 11月3日        | な、なんと美男コンテスト! | 筒井ともみ       | 土屋統吾郎 |
| 5    | 11月10日       | 涙の結婚相談なのだ!       | 酒井あきよし     | 土屋統吾郎 |
| 6    | 11月17日       | ウソから出たホント!       | 今井詔二、石川良 | 土屋統吾郎 |
| 7    | 11月24日       | マドンナは俺のもの!       | 酒井あきよし     | 土屋統吾郎 |
| 8    | 12月1日        | 愛と青春のイモだち        | 酒井あきよし     | 馬越彦弥   |
| 9    | 12月8日        | 俺たち女子プロの味方です  | 酒井あきよし     | 馬越彦弥   |
| 10   | 12月15日       | 原宿ポテト行進曲          | 酒井あきよし     | 木下亮     |
| 11   | 12月22日       | 農場のメリークリスマス    | 原節夫           | 木下亮     |
| 12   | 1984年1月5日   | スカンピン・ブルース      | 小林竜雄         | 市川哲夫   |
| 13   | 1月12日        | 愛してララバイ            | 酒井あきよし     | 馬越彦弥   |
| 14   | 1月19日        | 可愛いあんちくしょう      | 石川良           | 萩原鐡太郎 |
| 15   | 1月26日        | 中年グローイングアップ    | 酒井あきよし     | 日高武治   |
| 16   | 2月2日         | ラブ伊豆オーバー          | 酒井あきよし     | 日高武治   |
| 17   | 2月9日         | 愛をかける少女            | 石川良           | 萩原鐡太郎 |
| 18   | 2月16日        | 結婚するって本当ですか?   | 岡部俊夫         | 松森健     |
| 19   | 2月23日        | 初恋夢芝居                | 金子裕           | 萩原鐡太郎 |
| 20   | 3月1日         | 天国と地獄                | 石川良           | 萩原鐡太郎 |
| 21   | 3月8日         | 受験でいい友              | 小林宏一         | 松森健     |
| 22   | 3月15日        | 恋はまるごとHOWマッチ     | 小林宏一         | 松森健     |
| 23   | 3月22日        | キャベツ畑の子供たち      | 原節夫           | 萩原鐡太郎 |
| 24   | 3月29日        | イモより永遠に            | 酒井あきよし     | 馬越彦弥   |

- 1983年12月29日は『さよなら1983 ザ・ベストテン』（19:00 - 21:54）のため休止。

## 参考資料
- テレビドラマデータベース